# Райт, Алмрот
Сэр Алмрот Эдвард Райт (англ. Sir Almroth Edward Wright; 10 августа 1861 ― 30 апреля 1947) ― британский бактериолог и иммунолог.
Известен своей разработкой системы противотифной вакцинации. Одним из первых среди других учёных признал, что антибиотики могут порождать устойчивые бактерии. Также был активным сторонником практики профилактической медицины.

## Биография
Алмрот Райт родился в Миддлтон Тяс, рядом с городом Ричмонд, Северный Йоркшир в семье смешанного англо-ирландского и шведского происхождения. Он был сыном дьякона Чарльза Генри Хэмилтон Райта, который также служил в Белфасте, Дублине и Ливерпуле и руководил Обществом протестантской реформации. Его мать, Эбба Алмрот, была дочерью управляющего Королевского монетного двора в Стокгольме. Его младший брат, Чарльз Теодор Хагберг Райт, работал в Лондонской библиотеке.
В 1882 году окончил Тринити-колледж в Дублине с первым классом с отличия в дисциплине современной литературы и был удостоен золотой медали за успехи в современных языках и литературе. Параллельно с учёбой в колледже посещал медицинские курсы, которые окончил в 1883. В конце XIX Райт уже сотрудничал с вооруженными силами Великобритании в разработке вакцин и деле иммунизации личного состава.
В 1902 году Райт поступил научно-исследовательский отдел при Медицинской школе госпиталя св. Марии в Лондоне. Он разработал систему противотифной вакцинации и метод измерения защитных веществ (опсонин) в крови человека. Приводя в пример опыт второй англо-бурской войны, в ходе которой многие британские солдаты умирали от легко излечимых болезней, Райт старался убедить руководство вооруженных сил создать 10 миллионов доз вакцины для войск в северной Франции, которые воевали там во время Первой мировой войны. Во время войны Райт учредил научно-исследовательская лабораторию, которая работала при госпитале Британских экспедиционных сил в Булонь-сюр-мер. В 1919 году Райт вернулся в госпиталь Св. Марии и работал там вплоть до ухода на пенсию в 1946 году. Трудился вместе сАлександром Флемингом, который в свою очередь, изобрёл лизоцим и пенициллин. Райт был избран членом Королевского общества в мае 1906 года. Леонард Коулбрук стал его помощником в 1907 году и продолжал работать с ним вплоть до 1929 года.
Райт был одним из первых, кто начал предупреждать о том, что антибиотики могут создавать устойчивые бактерии, что впоследствии показало возрастающую опасность от их употребления. Доказывал необходимость мер профилактической медицины. Вклад Райта в развитие науки медицины был по достоинству оценён через 50 лет после его смерти современными исследователями в статьях таких журналов как Scientific American. Он также утверждал, что микроорганизмы являются переносчиками болезней, но не их причинами: эта теория принесла ему прозвище «Almroth Wrong» (игра слов: фамилия биолога Wright ― right ― с англ. правый, wrong ― с англ. неправый). Ещё одно уничижительное прозвище «Sir Almost Wright» (игра слов: Almost Wright ― almost right, «почти прав»).
Также предлагал преподавать логику на курсах будущих медиков, хотя эта его идея так никогда и не была одобрена. Райт также отметил, что Пастер и Флеминг, хотя и были несомненно выдающимися учеными, фактически так и не нашли лекарства от тех болезней, которые они стремились побороть, но вместо этого наткнулись на лекарства, предназначающиеся для совершенно других хворей.
Райт был решительным сторонником возникновения цинги из птомаинов. Теория эта заключалась в том, что плохо хранящееся мясо содержит алкалоиды, которые для человека являются ядовитыми. Эта теория была распространена, в то время, когда Роберт Фалкон Скотт планировал свою роковую экспедицию в Антарктиде в 1911 году с учётом данного мнения. В 1932 году в качестве истинной причиной болезни был определён недостаток в рационе определённых питательных веществ, а именно ― витамина C.
В честь Алмрота Райта названа одна из палат в госпитале Святой Марии, Паддингтон, Лондон.

### Женщины и избирательное право
Райт был решительно против распространения избирательного права на женское население страны. Он утверждал, что женский мозг значительно отличается от мужского и не предназначен для решения социальных и общественных вопросов. Свои взгляды на этот предмет он обстоятельно изложил в своей книге The Unexpurgated Case Against Woman Suffrage (1913). В ней он также выступал против профессионального развития женщин.

### Отношения с Бернардом Шоу
Алмрот Райт был другом Джорджа Бернарда Шоу, на которого он оказал существенное влияние. Биолог стал прототипом Колнесо Риджеона в пьесе Дилемма доктора, которую Шоу написал в 1906 году и которая была основана на беседах двух друзей. Шоу говорил о своём произведении следующее: «для всех грамотных людей очевидно, что моя пьеса не могла бы быть написана иначе как благодаря сэру Алмроту Райту и его теории и практике обеспечения вакцинации от бактериальных болезней путём инокуляции вакцины из собственных бактерий».
Шоу тоже изобразил Райта в другой небольшой пьесе под названием «Как эти врачи любят друг друга!» и использовал его теорию мутации бактерий в пьесе «Слишком правдиво, чтобы быть хорошо». Шоу, который боролся за введение женского избирательного права, возражал Райту на его утверждения про женский мозг и называл его взгляды на сей предмет абсурдными.

## Награды
Райт был награжден за свои деяния в общей сложности 29 раз в своей жизни: он был пожалован в рыцари, имел пять почётных докторских степеней, пять почётных грамот, шесть стипендий (две почётных), четыре награды, четыре членства и три медали (медаль Бьюкенена, Золотая медаль Фотергилл и специальная медаль «за лучшую медицинскую работу в войне»).
- 1906, рыцарство
- 1906, член Королевского общества в Лондоне
- 1906, член Королевского колледжа хирургов Ирландии
- 1906, почётный доктор, Дублинский университет
- 1908, Золотая медаль Фотергилл от Медицинского общества Лондона
- 1912, почётный гражданин Белфаста
- 1913, Венгерский приз на Международном конгрессе в Лондоне
- 1915, компаньон ордена Бани
- 1915, премия Леконте (50 000 франков), вручаемая Институтом Франции
- 1915, бельгийский орден Короны
- 1916, ассоциированный член Парижской академим медицины
- 1917, медаль Бьюкенена от Лондонского королевского общества
- 1918, член-корреспондент Института Франции
- 1918, сербский орден Святого Саввы (1-й класс)
- 1919, рыцарь-командор ордена Британской империи
- 1919, почётный доктор, Лидский университет
- 1919, почётная стипендия от Королевского общества медицины, Лондон
- 1920, специальная медаль от Королевского общества медицины «за лучшую медицинскую работу в войне»
- 1921, член Императорского общества медицины, Константинополь
- 1921, орден князя Даниила I (1-й класс)
- 1924, доктор Парижского университета
- 1927, почётный доктор Эдинбургского университета и Королевского университета
- 1927, почётный член Венского общества микробиологии
- 1931, почётный член Тринити-колледжа, Дублин
- 1931, почётный доктор медицины, Университет Буэнос-Айреса
- 1932, член Королевского колледжа врачей Ирландии
- 1932, премия Стюарта от Британской медицинской ассоциации
- 1938, член Королевской колледжа врачей Англии

## Сочинения

### Ранние научные работы
- Upon a new septic (1891)
- On the conditions which determine the distribution of the coagulation (1891)
- A new method of blood transfusion (1891)
- Grocers' research scholarship lectures (1891)
- Lecture on tissue- or cell-fibrinogen (1892)
- On the leucocytes of peptone and other varieties of liquid extravascular blood (1893)
- On Haffkine's method of vaccination against Asiatic cholera (1893, coauthored with D. Bruce)
- Remarks on methods of increasing and diminishing the coagulability of the blood (1894)
- On the association of serous haemorrhages (1896)
- A suggestion as to the possible cause of the corona observed in certain after images (1897)
- On the application of the serum test to the differential diagnosis of typhoid and Malta fever (1897)
- Remarks on vaccination against typhoid fever (1897, coauthored with D. Semple)
- On the action exerted upon the tubercle bacillus by human blood fluids (1904, coauthored with Stewart Rankin Douglas)
- A short treatise on anti-typhoid inoculation  (1904)
- On the possibility of determining the presence or absence of tubercular infection (1906, coauthored with S. T. Reid)
- On spontaneous phagocytosis  (1906, coauthored with S. T. Reid)
- Studies on immunisation and their application to the diagnosis and treatment of bacterial infections (1909)
- Vaccine therapy—its administration, value, and limitations (1910)
- Introduction to vaccine therapy (1920)

### Исследования во время мировых войн
- Wound infections and some new methods  (1915)
- Conditions which govern the growth of the bacillus of "Gas Gangrene" (1917)
- Pathology and Treatment of War Wounds (1942)
- Researches in Clinical Physiology (1943)
- Studies on Immunization (2 vol., 1943–44)

### Философские и околофилософские труды
- The Unexpurgated Case against Woman Suffrage (1913)
- The Conditions of Medical Research (1920)
- Alethetropic Logic : a posthumous work (1953, presented by Giles J. Romanes)

### Руководства
- Principles of microscopy : being a handbook to the microscope (1906)
- Technique of the teat and capillary glass tube (1912)